# 活用
活用（かつよう）は、
1. 元来[1]、日本語だけを扱う国語学（日本語学）において、日本語の用言（つまり動詞、形容詞、形容動詞）と助動詞が起こす語形変化のことを指す。
2. 言語学一般においては、インド・ヨーロッパ語をはじめとする諸言語において述語に立つ品詞（典型的には動詞）に属する語の語形変化のことで、羅: Conjugatio, 仏: conjugaison, 英: conjugationの訳語である。

言語全般の活用については下の#概説の節を参照し、インド・ヨーロッパ語の活用については「#印欧語における活用」の節を参照し、国語学における日本語の活用については「#日本語における活用」の節を参照。

## 概説
言語全般についての「活用」という用語は、フランス語の「conjugaison コンジュゲゾン」や 英語の「conjugationコンジュゲイション」に当てられた訳語で、ある言語において動詞やそれに準ずる品詞に属する語が、人称、数、性、時制、法、態、相などの文法範疇に応じて語形変化するというものである。
活用する語を活用語といい、活用語が活用した語形の1つ1つをその語の活用形（英: conjugated form）という。
日本語のみを扱う国語学（日本語学）においては、「活用」というのは日本語の用言（つまり動詞、形容詞、形容動詞）と助動詞がもつ語形変化のことを指す。
世界の言語を俯瞰すると、コンジュゲーションの一般的な方式は、形態の決まった語尾を持たず語形そのものを変化させる方式である。これは屈折語に特徴的で、印欧語族に属する膨大な数の言語群など、多くの言語がこの方式である。一方、特殊な方式としては、変化しない語幹に接辞や活用語尾を接続することによって語形を変化させるもの方式がある。日本語は後者に当たり、人称や数、性などによる活用はなく、時制、法、態、相などの違いを区別する活用形をもっている。
本記事では、まず印欧諸語の活用について解説する。学問上、印欧語は、ロマンス諸語（＝ローマ帝国の言語であるラテン語の方言が変化した言語群）のグループと、ゲルマン語派のグループは、ある程度区別して整理・整列しつつ解説するのが妥当なのでそうする。そして最後に、日本語や韓国語の活用について解説する。

## 印欧語における活用
言語学用語の「活用」（フランス語で「conjugaisonコンジュゲゾン」、英語では「conjugationコンジュゲイション、コンジュゲーション」）とは、動詞が人称、数、性、時制、法、態、相といった文法カテゴリーに応じた語形変化をすることである。
名詞やそれに準ずる品詞（例えば形容詞）の語形の変化は、あくまで「曲用(declension)」と言い、別物として扱う。
印欧語は、動詞が、時制や主語の人称によって変化する。
なおハンガリー語には目的語の定性による変化（定活用・不定活用）がある。またバスク語には聞き手（話し相手）が敬称・親称のいずれで呼ばれるかによる変化（聞き手活用）があるが、これは必ずしも言及されない対象に関するものである。
|             | ラテン語         | フランス語       | イタリア語        | スペイン語                                        | ポルトガル語            | 英語         | ドイツ語          | スウェーデン語           | ラトビア語     | ハンガリー語     |
| ----------- | ---------------- | ---------------- | ----------------- | ------------------------------------------------- | ----------------------- | ------------ | ----------------- | ------------------------ | -------------- | ---------------- |
| 不定詞      | esse             | être             | essere            | ser                                               | ser                     | to be        | sein              | vara                     | būt            | lenni            |
| 1人称・単数 | (ego) sum        | je suis          | (io) sono         | (yo) soy                                          | eu sou                  | I am         | ich bin           | jag är                   | es esmu        | (én) vagyok      |
| 2人称・単数 | (tu) es          | tu es            | tu sei            | (tú / vos / usted) eres / sos / es                | tu és                   | you are      | du bist           | du är                    | tu esi         | (te) vagy        |
| 3人称・単数 | (is/ea/id) est   | il / elle est    | lui / lei / Lei è | (él / ella) es                                    | ele / ela / você é      | he/she/it is | er / sie / es ist | han / hon / den / det är | viņš/ viņa ir  | (ő/Ön) van       |
| 1人称・複数 | (nos) sumus      | nous sommes      | (noi) siamo       | (nosotros / nosotras) somos                       | nós somos               | we are       | wir sind          | vi är                    | mēs esam       | (mi) vagyunk     |
| 2人称・複数 | (vos) estis      | vous êtes        | (voi) siete       | (vosotros / vosotras / ustedes) sois / sois / son | vós sois                | you are      | ihr seid          | ni är                    | jūs esat       | (ti) vagytok     |
| 3人称・複数 | (ei/eae/ea) sunt | ils / elles sont | (loro/Loro) sono  | (ellos / ellas) son                               | eles / elas / vocês são | they are     | sie sind          | de är                    | viņi, viņas ir | (ők/Önök) vannak |

### イタリア語
動詞の変化表（parlare = speak, talk; しゃべる、話す）
- 現在分詞: parlante
- 過去分詞: parlato

直説法単純時制と近過去、命令法現在のみ示す。
|            | 現在     | 半過去    | 遠過去    | 単純未来   | 命令法現在 | 近過去          |
| ---------- | -------- | --------- | --------- | ---------- | ---------- | --------------- |
| 一人称単数 | parlo    | parlavo   | parlai    | parlerò    |            | ho parlato      |
| 二人称単数 | parli    | parlavi   | parlasti  | parlerai   | parla      | hai parlato     |
| 三人称単数 | parla    | parlava   | parlò     | parlerà    | parli      | ha parlato      |
| 一人称複数 | parliamo | parlavamo | parlammo  | parleremo  | parliamo   | abbiamo parlato |
| 二人称複数 | parlate  | parlavate | parlaste  | parlerete  | parlate    | avete parlato   |
| 三人称複数 | parlano  | parlavano | parlarono | parleranno | parlino    | hanno parlato   |

### スペイン語
規則動詞の変化表（hablar = speak, talk; 話す、しゃべる）
- 現在分詞[注 3]: hablando
- 過去分詞: hablado

| 叙法      | 直説法   | 直説法     | 直説法     | 直説法     | 直説法      | 接続法   | 接続法                | 接続法     | 命令法            |
| 時制      | 現在     | 点過去     | 線過去     | 未来       | 過去未来    | 現在     | 過去                  | 未来       |                   |
| --------- | -------- | ---------- | ---------- | ---------- | ----------- | -------- | --------------------- | ---------- | ----------------- |
| 1人称単数 | hablo    | hablé      | hablaba    | hablaré    | hablaría    | hable    | hablara hablase       | hablare    | -                 |
| 2人称単数 | hablas   | hablaste   | hablabas   | hablarás   | hablarías   | hables   | hablaras hablases     | hablares   | habla no hables   |
| 3人称単数 | habla    | habló      | hablaba    | hablará    | hablaría    | hable    | hablara hablase       | hablare    | hable             |
| 1人称複数 | hablamos | hablamos   | hablábamos | hablaremos | hablaríamos | hablemos | habláramos hablásemos | habláremos | hablemos          |
| 2人称複数 | habláis  | hablasteis | hablabais  | hablaréis  | hablaríais  | habléis  | hablarais hablaseis   | hablareis  | hablad no habléis |
| 3人称複数 | hablan   | hablaron   | hablaban   | hablarán   | hablarían   | hablen   | hablaran hablasen     | hablaren   | hablen            |

### フランス語
動詞の変化表（parler = speak, talk; しゃべる、話す）
- 現在分詞: parlant
- 過去分詞: parlé

直説法単純時制と複合過去、命令法のみ示す。
|            | 現在    | 半過去    | 単純過去  | 単純未来  | 命令法  | 複合過去    |
| ---------- | ------- | --------- | --------- | --------- | ------- | ----------- |
| 一人称単数 | parle   | parlais   | parlai    | parlerai  |         | ai parlé    |
| 二人称単数 | parles  | parlais   | parlas    | parleras  | parle   | as parlé    |
| 三人称単数 | parle   | parlait   | parla     | parlera   |         | a parlé     |
| 一人称複数 | parlons | parlions  | parlâmes  | parlerons | parlons | avons parlé |
| 二人称複数 | parlez  | parliez   | parlâtes  | parlerez  | parlez  | avez parlé  |
| 三人称複数 | parlent | parlaient | parlèrent | parleront |         | ont parlé   |

### ドイツ語
動詞の変化表（sprechen = 英 speak, talk; 話す、しゃべる）
- 過去分詞: gesprochen
- 現在分詞: sprechend

但し、この動詞は不規則動詞（現在活用・三基本形で語幹の母音が変化する動詞、強変化動詞とも呼ばれる）である。
|                | 直説法現在 | 直説法過去 | 命令法   | 接続法1式 | 接続法2式 | 現在完了         |
| -------------- | ---------- | ---------- | -------- | --------- | --------- | ---------------- |
| 一人称単数     | spreche    | sprach     |          | spreche   | spräche   | habe gesprochen  |
| 二人称親称単数 | sprichst   | sprachst   | sprich   | sprechest | sprächest | hast gesprochen  |
| 三人称単数     | spricht    | sprach     |          | spreche   | spräche   | hat gesprochen   |
| 一人称複数     | sprechen   | sprachen   | sprechen | sprechen  | sprächen  | haben gesprochen |
| 二人称親称複数 | sprecht    | spracht    | sprecht  | sprechet  | sprächet  | habt gesprochen  |
| 三人称複数     | sprechen   | sprachen   |          | sprechen  | sprächen  | haben gesprochen |
| 二人称敬称単複 | sprechen   | sprachen   | sprechen | sprechen  | sprächen  | haben gesprochen |

現在完了（助動詞 haben, sein）、過去完了、未来形（助動詞 werden）、未来完了はいずれも[助動詞(＋助動詞の不定形) + 本動詞の不定形/過去分詞]で作られ、助動詞が動詞と同じように活用するため、ここには（直説法の）現在完了のみ挙げた。ドイツ語も参照。

### 英語
上述の印欧語の諸言語の活用表を見た後で、英語の活用表を見ることになった人はほぼ誰でも気付くことになるわけだが、英語の活用表というのは、印欧語の他の諸言語と比較して、突出して「単純」で、「暗記しやすい」ものとなっている。これも「（諸言語の中でも突出して）英語は外国語として学ぶのに容易な言語」と言われる理由のひとつとなっている。
規則動詞の変化表 (speak)
- 現在分詞: speaking
- 過去分詞: spoken

|            | 現在   | 過去  | 現在完了    | 過去完了   |
| ---------- | ------ | ----- | ----------- | ---------- |
| 一人称     | speak  | spoke | have spoken | had spoken |
| 二人称     | speak  | spoke | have spoken | had spoken |
| 三人称単数 | speaks | spoke | has spoken  | had spoken |

なお（他の言語同様に）不規則動詞もあり、（やはり）不規則動詞は頻用する基本的な動詞に多い。

## 日本語における活用
日本語の「活用」という用語は、江戸時代の国学で使用されて以来のものである。
日本語の動詞や形容詞、形容動詞、助動詞は、節の述語の中心となるとき、その節全体の中で果たす意味や機能によって異なる語形で現れるが、このことを動詞や形容詞、形容動詞、助動詞の活用という。
日本語の述語全体（動詞・形容詞から終助詞／接続助詞までを含む。）は、アクセントや息継ぎなどの点からいくつかの語に分けることができる。つまり、日本語では述語は全体として複数の連続する語によって構成されている。
述語全体を語に分けず一体のものとして扱い、そのさまざまな形の変化を活用と呼んでパラダイムにまとめる立場もあるが、表が非常に大きくなる上、語ごとに同じ語形が何度も現れるため、無駄の多い記述法であるとされる。これは、述部を構成している語はそれぞれ語形変化し、しかも同類の語は複数続くこともあるために、述語全体の形式のバラエティが豊富になるからである。
このため、日本語の述語の形の変化は、述語全体を構成する語の語順と、各語の語形変化とに分けて記述されることが一般的である。
日本語の述語全体は以下のように構成されている。
動詞／形容詞 - 補助動詞 - 助動詞 - 終助詞／接続助詞
動詞／形容詞、補助動詞、助動詞はそれぞれ語形変化し、補助動詞、助動詞、終助詞／接続助詞は同類のものが複数一定の順序で続くことがありうる。
伝統的な文法論（橋本進吉らの学校文法）でいう活用とは、音声的な形態の違い、つまり付属する助動詞や助詞の違いに対応する語幹の母音の変化によって述語を分類している。例えば、動詞五段動詞の「書く」であれば、「書か（ない）」「書き（ます）」「書く」「書く（こと）」「書け（ば）」「書け」のように母音がa, i, u, eと変化する。この五段動詞の音声的な変化を規準にして他の一段動詞や形容詞・助動詞にいたる活用形・活用表が作られている。
伝統的な活用表は形態素の連接による語形変化をそのまま反映しているのではなく、終止形・命令形のようにそれだけで意味を持つ単位であるものと、未然形や仮定形のように「ない(ぬ)」や「ば」を伴って初めて一定の意味をもつものが混在している。これは、現行の活用表が国学以来の伝統にのっとってかな単位で用言を分析していることと、ゼロ形態を想定していないことによる。音素表記によって日本語の動詞を形態素分析してみると、例えば「書く」「着る」「書かないで」「着ないで」「書かれる」「着られる」などは、それぞれ「kak-u」「ki-(r)-u」「kak-(a)-naide」「ki-naide」「kak-are-(r)-u」「ki-(r)-are-(r)-u」のように分析できる。この分析から、「kak-（書k-）」「ki-（着-）」という語幹と、「-u（終止・連体形）」「-naide（-ないで）」といった語尾、そして派生語幹をつくる接辞である「-are-（れる、られる）」などの形態素を認定できる。語尾「-u」が「着-」に連接するときに「kiru」という形態をとることや、「-naide」が「書k-」と連接すると「kakanaide」となることは、母音連続・子音連続を解消するために /r/ や /a/ が挿入されたものと考えられ、それぞれの形態素は一貫して同じ形態で記述できる。このように考えると、日本語の活用とは、語幹／派生接辞／語尾といった形態素が膠着的に連接していき、結果生じた母音連続や子音連続を解消するために子音や母音が挿入される過程であるといえる。

### 活用語
日本語において活用する語は用言（動詞、形容詞、形容動詞）と助動詞であり、あわせて活用語という。

### 活用形
語の活用した形を活用形と呼ぶ。学校文法（橋本進吉の文法）では以下に示す通り六つの活用形を提示している。ただし、実際上、6つ全てが異なる活用形をもつ語は文語の「死ぬ」「往ぬ」「す」「来」だけである。他の語は同形の活用形をもつ場合がほとんどであり、また口語の形容動詞は同形がない代わりに命令形自体を持たない。
| 未然形                        | 打消の「-ない」、受身・可能などの「-れる（られる）」、使役の「-せる（させる）」、意思・推量の「-う」などに接続する形。 |
| 連用形                        | 他の用言や多くの助動詞、過去・完了の「-た（だ）」などに接続する形。接続無しで名詞として用いられることもある。          |
| 終止形                        | 他への接続無し、または終助詞に接続して文末で言い切る形。                                                               |
| 連体形                        | 他の体言に接続する形。                                                                                                 |
| 仮定形                        | 仮定・条件または原因・理由を表す形。仮定・条件は結果に先行するので、学校文法では已然形によって代用される。             |
| 已然形 （学校文法では仮定形） | 時間的な生起順序を表す形。                                                                                             |
| 命令形                        | 他への接続無し、または終助詞に接続して命令を表す形。                                                                   |

また活用する前の基本の形を基本形と呼び、辞典の見出しなどに使われている。音素を基本にした場合、いわゆる語幹にあたる部分を「原形」と呼び、連用形のうち打消の意味になる「ない」「ん」「ず」を形態素として立てる流儀と、「打消形」として立てる流儀の表法があり、日本語処理の分野では評価が分かれている。

#### 問題点
活用形を見ると、「る」「れ」「よ（ろ）」までが含まれているが、これは係り結びの結びの語形であったり、命令の語形であったり、全て言い切る際の語形であったためである。しかし、その他の場面において「る」は名詞修飾の際に動詞と名詞の間を繋いだり、名詞自体の役割をするものであり、「れ」は本来、「れば」で「ば」と分かちがたい。また命令の「よ（ろ）」も対照的な禁止の「な」などは助詞に分類されている。よってこれらは動詞の一部というよりは文法機能を果たす付属成分であり、これらを一段・二段・カ変・サ変・ナ変動詞のみにつく助詞とすれば、現在のように表まで作る必要がなくなる。

### 活用の基本的規則
活用の基本的規則には以下のようなものがある。

#### 口語体
- 動詞の活用の種類
  - 五段活用（五段活用と四段活用の違いは仮名遣いの違いであって文法の違いではない。）
  - 上一段活用
  - 下一段活用
  - 下二段活用（「得る（うる）」の1語のみ）
  - カ行変格活用（「来る」の1語のみ）
  - サ行変格活用（「する」「～する」など）
- 形容詞の活用の種類
  - 口語形容詞の活用
- 形容動詞の活用の種類
  - ダ型活用
  - タルト型活用
- 助動詞の活用の型
  - 五段型
  - 下一段型
  - 形容詞型
  - 形容動詞型
  - 不変化型
  - 特殊型
- 形態素連接と音挿入の規則
  - 〜C＋C〜
    - C〜は〈否定〉の意味を持つ→ a を挿入
    - その他
      - C〜は t で始まる語尾→音便形処理
      - その他→ i を挿入

  - 〜V＋V〜
    - V〜は -ase- → s を挿入
    - V〜は -oo → y を挿入
    - その他→r を挿入

  - その他→そのまま

＊C は子音、V は母音。「〜C」「〜V」はそれぞれ先行部が子音終わり・母音終わりであること、「C〜」「V〜」は後続部が子音始まり・母音始まりであることを示す。
- 語幹の例
  - 子音終わり語幹（学校文法の五段活用動詞）
    - yom-（読む）　tat-（立つ）　oyog-（泳ぐ）　waraw-（笑う）など

  - 母音終わり語幹（学校文法の上一段、下一段活用動詞）
    - mi-（見る）　oki-（起きる）　ne-（寝る）　nage-（投げる）など
- 接辞
  - -ase-（使役）　-are-（受身）　-e-（可能）　-mas-（丁寧：特殊な語尾を取る）
  - 先行部となったときは形容詞型の活用をするもの
    - -na-（〜ない〈否定〉）　-ta-（〜たい）　-yasu-（〜やすい）　-niku-（〜にくい）
- 語尾
  - -u（終止・連体形）　-oo（う／よう）　-una（禁止）　-e/o（命令形：子音終わりの先行部には -e 、母音終わりの先行部には -o で現れる）　-eba（ば）　-uto（と）　-ni（目的の「に」）　-nagara（ながら）　-ゼロ（連用形中止）
  - 〈否定〉の意味を持つもの
    - -naide（ないで）　-zuni（ずに）

  - 音便形をとるもの
    - -ta（た）　-tara（たら）　-tari（たり）　-te（て）　-tya（ちゃ）

#### 文語体
- 動詞の活用の種類
  - 四段活用
  - ラ行変格活用（口語の五段活用（四段活用）に相当し、「有り」「居り」「侍り」「いまそかり」の4語のみ）
  - ナ行変格活用（同上。「死ぬ」「往ぬ」の2語のみ）
  - 上一段活用（口語の上一段活用に相当し、「着る・見る・似る・煮る・射る・鋳る・干る・居る・率る」の9語）
  - 上二段活用（同上）
  - 下一段活用（口語のラ行五段活用（四段活用）に相当し、「蹴る」の1語のみ）
  - 下二段活用（口語の下一段活用に相当する。ただし「得（う）」は口語において下一段形の「得る（える）」と下二段形の「得る（うる）」に分かれている）
  - カ行変格活用（「来（く）」の1語のみ）
  - サ行変格活用（「おはす」、「す」またはその複合語）
- 形容詞の活用の種類
  - ク活用
  - シク活用
- 形容動詞の活用の種類
  - ナリ活用
  - タリ活用
- 助動詞の活用の型
  - 四段型
  - ラ行変格型
  - ナ行変格型
  - 下二段型
  - サ行変格型
  - ク活用型
  - シク活用型
  - ナリ活用型
  - タリ活用型
  - 不変化型
  - 特殊型

### 活用の研究史
江戸時代、国学において活用の研究がなされた。賀茂真淵は『語意考』に示した「五十聯音」で動詞の具体例を挙げながら活用の有様をまとめており、谷川士清は『日本書紀通証』に示した「倭語通音」で五十音と動詞活用の結び付けを行った。これらを受けて本居宣長は『御国詞活用抄』で活用を分類した。宣長の弟子の鈴木朖は、『活語断続譜』で『御国詞活用抄』の語例を列挙して1等から8等に分け、それぞれの活用形の役割を明らかにした。宣長の実子である本居春庭は、『詞八衢』で動詞の活用を四段・一段・中二段・下二段・変格の5種類に分類しているほか、『詞通路』では動詞を「自他」「兼用」「延約」の3種の観点から6種類に分けている。なお、動詞に変格活用があることを説いたのは春庭の『詞八衢』が最初とされる。
その後、『詞八衢』に修正が加えられた。東条義門は『活語指南』において活用形を「将然言（未然言とも）・連用言・截断言・連体言・已然言・希求言」という6つに分類し、現在の活用形はこれを継承している。終止という名は黒川真頼『詞栞』による。命令という名は田中義廉『小学日本文典』による。未然という名は堀秀成による。
形容詞では本居春庭の『詞八衢』が最初で、「く、し、き、けれ」「し、く、し、しき、けれ」とまとめたのは東条義門であり、その『山口栞』にこのことを詳述した。
助動詞では富樫広蔭の『詞玉橋』と『辞玉襷』がある。広蔭は単語を「言」「詞」「辞」に分類した上で、「辞」を活用の有無から「静辞」と「動辞」に分けている。

### 最近の活用表作り
学校文法の活用表には様々な問題点がある。例えば鈴木康之は「日本語のはたらきを科学的に反映させたものでないことは、あらためていうまでもない」と断じている。その理由として、
- 活用表にとりあげられる単位が、まったく不統一である
- ちがったかたちをおなじ活用形としてみとめている
- おなじかたちとみとめるか、ちがうかたちとみとめるかの基準がでたらめである
- 活用表に記入される語尾の部分の認定がまちがっている
- 活用形としてならべられる順序の必然性のなさ
- 活用形の名称の根拠のなさ

の六点を挙げている。なお、文語文法も学校文法に含まれるが、鈴木は「いわゆる文語文法の問題点」の項で「り」「つ」「ぬ」「たり」の問題点について、「その程度の訳しかたさえできればよいというのであれば、いまの文語文法でもわるくはない」と述べている。
このうち「活用形の名称の根拠のなさ」という点に関して、寺村秀夫は「学校文法の活用表(動詞・形容詞)」「佐久間鼎の活用表」「芳賀綏の活用表」「バーナード・ブロックの活用表」「渡辺実の活用表」および寺村自身の「本書の活用」を挙げて、その問題点について指摘している。寺村は「ある形を、『否定の助動詞につづく形』をもって『未然形』と認定したり、またある形を『そこで言いきりになる形』とかいうことで何々形とする、というのは筋が通らない」と述べている。具体的には、「書かない」と「書こう」は学校文法ではどちらも未然形と呼ばれているが、「書こう」と命令形である「書け」は「そこで言いきりになる形」なので終止形に含めてよいのか、という批判である。
渡辺実は「活用とは何か、活用形とは何かを論ずるには、同一語とは何か、という問いを回避することは許されない」「単語認定の原理と同語認定の原理とは、無関係であってはならないけれども、決して全同ではない」と述べている。これは「雨（アメ・アマ）」「酒(サケ・サカ)」「稲(イネ・イナ)」「船(フネ・フナ)」「金(カネ・カナ)」についても同様で、とりわけ「本(ホン・ボン・ポン)」の場合、「日本」は「ニホン」か「ニッポン」かといった、単なる音便の問題ではなく全体として別義語となすかどうかの議論にもつながる。
こうした議論があるため、学校文法の(現代語の)活用表に代わる決定的な案はまだ定まっておらず、国語教科書では学校文法を踏襲しており、国語辞典に添えられた活用表も、学校文法に倣っている。
なお、学校文法の活用表の問題点は音声的な形態が重視されて文法的機能との対応が少ない点で、文法的機能によって確言・概言・命令・条件・保留などといったように分類する試みもある。
五段動詞の語幹を子音で終わる形は音便によって指標音が変化するために語幹と語基のどちらであるかは曖昧である(k,g は「書いた(kak)」「嗅いだ(kag)」と消失するが「貸す(kas)」では消失しない)とし、学校文法の i,e を伴った語は形態は語幹であり、a,o,u のうち a 音については語基とし、i, e は語幹とするのが日本語処理の分野では(主に辞書引きの都合で)採用されている。五段動詞を子音語幹動詞、一段動詞を母音語幹動詞、カ変・サ変を不規則動詞とすることも行われている。
近年のパソコンの普及によって、形態素解析の観点からの学校文法の活用表に対する具体的な問題点もいくつか指摘されている。たとえば、
- 未然形と打消形に分けるべきではないか。
- 連体形と終止形が文字列としては同じであるのに活用形として分ける理由は何か。
- 仮定形と已然形は分けるべきではないか（たとえば「寄らば」は仮定形で、「寄れば」は已然形）。
- 連体形と連用形は、現在時制と過去または完了時制を区別すべきではないか。

などがある。具体的には、「書こう」を未然形・「書かない」を打消形と区別し(打消形に基づくならば、一意に語幹が求められる)、いわゆる終止形を「のだ・のです」が省略された「連体形の終止用法」とし、「已然形」を活用形として現代文法と文語文法とを統合し、「た・だ」「て・で」五段活用(子音末尾)を整理する(つまり、連体形の現在形である「書く」「嗅ぐ」と過去または完了形、現在形「書き」「嗅ぎ」と過去または完了形「書いて」「嗅いで」とについて整理する)のが適切なのではないか、という意見が日本語処理において議論されている。とはいえ教育分野においては重要な問題ではないので、「『た・だ』『て・で』という、時制による区別がある」ことは日本語教育ではさほど問題とはされていない。「過去または完了」は、連用形は「タ形」・連用形は「テ形」と呼ばれている。

## 韓国語の活用
韓国語（朝鮮語）における活用の機能は、印欧語と異なり、日本語に近い。大きく異なる点としては、日本語の動詞型・形容詞型・形容動詞型のような形態が基本的に異なる型はなく、いずれも類似していること、連体形は時制による複数に分かれることが挙げられる。また日本語で活用の範疇に含められる変化に相当するものが、韓国語では活用ではなく連結語尾（日本語の接続助詞に相当）や転成語尾（派生語尾）の膠着として扱われることがある。